# Marios Pechlivanis
Marios Pechlivanis (griechisch Μάριος Πεχλιβάνη; * 23. Mai 1995) ist ein zyprischer Fußballspieler.

## Karriere

### Verein
Pechlivanis begann seine Karriere beim Champions-League-Klub APOEL Nikosia. Sein Profidebüt gab er am 10. Spieltag der Meisterrunde 2014/15 gegen Ermis Aradippou. 2015 wechselte er nach Österreich zum FK Austria Wien.
Im Juli 2016 wurde sein Vertrag bei der Austria aufgelöst.
Im August 2016 wechselte Pechlivanis zum zyprischen Zweitligisten Olympiakos Nikosia.

### Nationalmannschaft
Am 8. Oktober 2015 gab er sein Debüt in der zyprischen U-21-Nationalmannschaft bei der 0:2-Niederlage in der U21-EM Qualifikation gegen die U-21 der Slowakei.